# Abraeomorphus formosanus
Abraeomorphus formosanus là một loài bọ cánh cứng được S. Hisamatsu mô tả năm 1965. Đây là loài đặc hữu của Đài Loan. Không có phân loài nào của loài này được ghi nhận trong Catalogue of Life.